# Raffaele Ceciliato
Raffaele Ceciliato (Rovigo, 13 ottobre 1911 – ...) è stato un calciatore italiano, di ruolo attaccante.

## Caratteristiche tecniche
Giocava come mezzala sinistra

## Carriera
Gioca quasi esclusivamente nel Rovigo, con cui debutta nella stagione 1929-1930, in Prima Divisione, il 16 marzo 1930 nella partita Rovigo-Udinese (2-3). Vi rimane fino al 1935, quando passa per una stagione all'Adriese, in Prima Divisione (nel frattempo scesa al quarto livello del calcio italiano) prima di far ritorno al Rovigo nella stagione 1936-1937, in Serie C. Rimane in forza ai rodigini fino alla stagione 1943-1944 quando gioca 11 partite nel Campionato Alta Italia 1943-1944.
Terminata la guerra, gioca la sua ultima stagione con la formazione biancoblu (ridenominata Pro Rovigo) nel campionato 1945-1946, nel quale segna 9 reti in Serie C.